# The Bat People
The Bat People este un film de groază american din 1974 regizat de Jerry Jameson. Rolurile principale sunt interpretate de actorii Stewart Moss, Marainne McAndrew și Michael Pataki.

## Distribuție
- Stewart Moss ca Dr. John Back
- Marianne McAndrew ca Cathy Beck
- Michael Pataki ca Sgt. Ward
- Paul Carr ca Dr. Kipilng
- Arthur Space ca The Tramp
- Robert Berk ca the Motel Owner
- Pat Delaney ca Ms. Jax
- George Paulsin ca Boy in Pickup
- Bonnie Van Dyke ca Girl in Pickup
- Jennifer Kulik ca Nurse/Victim (credited as Jeni Kulik)
- Laurie Brooks Jefferson ca Nurse
- Herb Pierce ca Park Ranger (Uncredited)